# История на Чад
Чад е голяма страна в централна Африка. Поради разнообразието на етноси и култури, както и заради неблагоприятното си географско разположение страната има неспокойна история, изпълнена с войни и вътрешни борби за власт.

## Праистория
Чад е една от страните в Африка, които разполагат с най-много праисторически находки. През 2002 година е открит череп на човекоподобна маймуна, който е на възраст от около 7 млн. години. Този вид впоследствие е наречен „Сахелантропус чадиенсис“ (на латински: Sahelanthropus tchadensis). Шест години по-рано, през 1996, е открита развита челюст на австралопитек, на възраст 3 млн. години. Според последните лингвистични изследвания се стига до извода, че всички африкански езици (с изключение на койсанските), произхождат от териториите между езерото Чад и долината на река Нил.

## Имперски период

#### Канемска империя
Основни статии: Канемска империя и Борнуанско царство
С времето част от номадските племена в Сахара започват да усядат и да създават свои държави. Най-голямото царство е канемското, което съществува повече от 500 години, и е наследено от борнуанското. Канемската империя е основана около 9 век на североизток от езерото Чад, и по-голямата част от населението ѝ е принадлежало на етноса Канембу. Първоначално управлява династията Сайфава. Енергичният цар Хумай към края на 11 век провежда много държавни реформи за централизиране на държавата и приема Исляма като държавна религия. Около началото на 13 век е основана и столицата Нджими. По времето на цар Дунама Дабалеми (ок. 1221-1259) Канемската империя увеличава значително територията и богатството си. Към края на 14 век обаче избухват вътрешни противоречия и размирици, които отслабват царството. Това довежда до свалянето от власт на цар Умар Идрисми през 1396 от племената Булала. Царят успява да избяга и заедно с последвалите го заселници основава Борнуанската държава на западния бряг на езерото Чад.
Новото царство наследява Канемската империя. Апогеят на могъществото си то достига по времето на цар Идрис Алума (ок. 1571 – 1603). Той провежда енергични вътрешни реформи и модернизира армията. Войниците вече са били снабдени с барутни оръжия и ризници. Управлението му е много успешно и Борнуанското царство продължава да бъде най-силното в региона до средата на XVII век. След това обаче започва период на траен упадък. През 1808 народът фулани превзема столицата Нгазаргаму. Династията Сайфава престава да владее Борну през 1846. Окончателният край на Канем-Борну, както е цялостното наименование на двете последователни държави, настъпва през 1893 година.

#### Уадаи и Багирми
Основни статии: Уадаи (султанат) и Царство Багирми
Паралелно с Канем-Борну съществуват още две държави в същия регион – султанатът Уадаи и царство Багирми. През XVII век обаче номадски нашественици-мюсюлмани свалят от власт управляващите благородници Тунджур и превръщат държавата в ислямски султанат, който до началото на следващия век се разраства значително. Около 1800 година цар Сабун насърчава търговците да използват по-активно новосъздаден път на север, за да се увеличи търговията със Северна Африка. С времето царство Уадаи започва да сече свои монети, а цар Сабун въоръжава армията с ризници и огнестрелни оръжия. След смъртта му обаче държавата започва да отслабва, а съседното царство Дарфур прави няколко неуспешни опита да приобщи отново териториите ѝ. След последният опит Мухамад Шариф, дарфурски благородник, решава да изостави господарите си и да поеме сам управлението на разединеното царство Уадаи. Там той управлява успешно и окончателно отблъсква Дарфурските нашественици. Държавата отново връща военната си сила и успява да удържи френските завоеватели дори след началото на XX век.
Царство Багирми се е намирало на югозапад от Уадаи и югоизток от Канем-Борну, и още от създаването си през XVI век е мюсюлманска страна. За разлика от заобикалящите го държави обаче, то е било слабо и в по-голямата част от съществуването си е било васално на Борну. През 1893 става протекторат на Франция.

## Чадско-судански конфликт
Чадско-Суданската война официално започва на 23 декември 2005, когато чадското правителство обявява състояние на война със Судан и призовава гражданите на страната да се мобилизират срещу общия враг. Според чадското правителство това са: Движение за демокрация и свобода, чадските бунтовници, поддържани от суданското правителство и суданските активисти. Воиниците нападат села и градове в източен Чад, крадат добитъка, убиват селяните и подпалват домовете им. Над 200 000 бежанци от региона Дарфур в северозападен Судан търсят убежище в източен Чад. Чадският президент Идрис Деби обвинява суданския президент Омар ал-Башир в опит да „дестабилизира нашата страна, да докара хората ни до мизерия, да доведе до безредици и изнасяне на войната от Дарфур в Чад“.